# Randowhänge beim Burgwall Löcknitz
Randowhänge beim Burgwall Löcknitz este o arie protejată (arie specială de conservare — SAC, sit de importanță comunitară — SCI) din Germania întinsă pe o suprafață de 93 ha, integral pe uscat.

## Localizare
Centrul sitului Randowhänge beim Burgwall Löcknitz este situat la coordonatele 53°25′58″N 14°14′02″E / 53.4328°N 14.2339°E.

## Înființare
Situl Randowhänge beim Burgwall Löcknitz a fost declarat sit de importanță comunitară în aprilie 2004 pentru a proteja 4 specii de animale. Situl a fost protejat și ca arie specială de conservare în august 2016.

## Biodiversitate
Situată în ecoregiunea continentală, aria protejată conține 3 habitate naturale: Ape puternic oligomezotrofe cu vegetație bentonică cu Chara spp., Păduri de fag Asperulo-Fagetum, Păduri de pin din stepa sarmatică.
La baza desemnării sitului se află mai multe specii protejate:
- mamifere (2): castor (Castor fiber), vidră de râu (Lutra lutra)
- nevertebrate (1): fluturele purpuriu (Lycaena dispar)
- pești (1): zvârluga (Cobitis taenia)